# نموذج الإستراتيجية
يعتبر نموذج الإستراتيجية (نمط الإستراتيجية) (بالإنجليزية: Strategy Pattern) أو (خطة العمل: The policy pattern) واحداً من أنماط تصميم البرمجيات التصرفية (السلوكية) في مجال هندسة البرمجيات التي وضعها جماعة الأربعة في كتابهم المعروف (نماذج التصميم). يستعمل هذا النموذج (النمط) بالتحديد كي يتم اختيار الخوارزمية المناسبة أثناء تشغيل البرنامج (بالإنجليزية: runtime). بدلا من تنفيذ خوارزمية واحدة مباشرة، الكود يستقبل التعليمات اثناء التشغيل (بالإنجليزية: run-time) ليحدد الخوارزمية المناسبة لاستخدامها. بعبارة أخرى، فإن هذا النموذج يعرّف عددا من الخوارزميات ويجعلهم مغلفين (بالإنجليزية: encapsulated) بحيث يمكن أن تحل إحداها محل الأخرى.
على سبيل المثال، يمكن تطبيق نموذج الإستراتيجية في حالة صنف (Class) يقوم بعملية التحقق من صحة البيانات المدخلة (بالإنجليزية: validation). حيث يمكن أن يكتب البرنامج بطريقة تجعله يختار الخوارزمية المناسبة تلقائيا بناءً على نوع البيانات المدخلة أو على مصدر هذه البيانات أو على أي عامل آخر. ما يهم هنا هو أن هذا العامل لا تتم معرفته، وبالتالي تحديد الخوارزمية، إلا أثناء تشغيل البرنامج.
يمكن استخدام خوارزميات التحقق (الاستراتيجيات)، المغلفة (بالإنجليزية: encapsulated) بشكل منفصل عن كائن التحقق (بالإنجليزية: validating object) ، من قبل كائنات التحقق الأخرى في مجالات مختلفة من النظام (أو حتى أنظمة مختلفة) دون تكرار الكود البرمجي (بالإنجليزية: code duplication).
عادة يقوم نمط الإستراتيجية بتخزين عنوان مرجعي (بالإنجليزية: reference) لبعض الكود في بنية بيانات (بالإنجليزية: data structure) ويستردها (بالإنجليزية: retrieves). يمكن تحقيق ذلك من خلال آليات مثل مؤشر الدالة الأصلية (بالإنجليزية: native function pointer) ، أو دالة من الصنف الأول (بالإنجليزية: first-class function) ، أو الاصناف أو مثيلات الصنف (بالإنجليزية: class instances) في لغات البرمجة الكائنية (بالإنجليزية: object-oriented) ، أو الوصول (بالإنجليزية: accessing)إلى التخزين الداخلي (بالإنجليزية: internal storage) لتطبيق اللغة (بالإنجليزية: the language implementation) الخاص بالكود عبر الانعكاس (بالإنجليزية: reflection).

## هيكل

### مخطط الصنف في لغة النمذجة الموحدة (UML) ومخطط التتابع

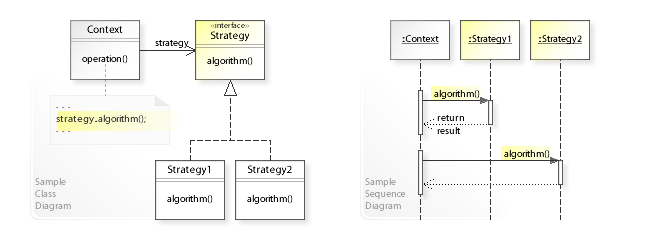
A sample UML class and sequence diagram for the Strategy design pattern.

.في مخطط الصنف UML (بالإنجليزية: UML class diagram) أعلاه، لا يطبق صنف السياق (بالإنجليزية: Context class) خوارزمية مباشرة. بدلاً من ذلك، يشير السياقContext إلى واجهة الإستراتيجية Strategy interface لتنفيذ خوارزمية (()Strategy.algorithm)، مما يجعل السياق Context مستقلاً عن كيفية تطبيق (بالإنجليزية: implemented) الخوارزمية. صنفا الإستراتيجية (بالإنجليزية: Strategy1) والاستراتيجية 2 (بالإنجليزية: Strategy2) ينفذا (بالإنجليزية: implement) واجهة الإستراتيجية (بالإنجليزية: Strategy interface)، أي تنفيذ (تغليف) (بالإنجليزية: implement (encapsulate)) خوارزمية.
يعرض مخطط التتابع UML (بالإنجليزية: UML sequence diagram) تفاعلات وقت التشغيل (بالإنجليزية: run-time interactions): يقوم كائن السياق (بالإنجليزية: Context object) بتفويض (بالإنجليزية: delegates) خوارزمية لكائنات إستراتيجية (بالإنجليزية: Strategy objects) مختلفة. أولاً، يستدعيContext السياق خوارزمية ()algorithm على كائن Strategy1 ، الذي ينفذ الخوارزمية ويعيد returns النتيجة إلى السياق Context. بعد ذلك، يغير السياقContext استراتيجيته ويستدعي ()algorithm على كائن Strategy2 ، الذي ينفذ الخوارزمية ويعيد (بالإنجليزية: returns) النتيجة إلى السياق (بالإنجليزية: Context).

### مخطط الفئة

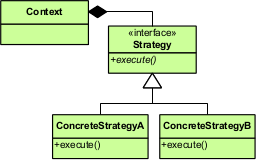
Strategy Pattern in UML

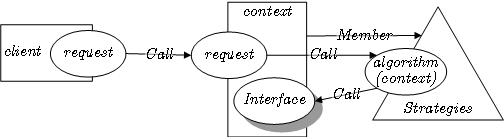
Strategy pattern in LePUS3
(legend)

## مثال

### #C
المثال التالي بلغة برمجة سي شارب (بالإنجليزية: #C):
```
public
 
class
 
StrategyPatternWiki

{

    
public
 
static
 
void
 
Main
(
String
[]
 
args
)

    
{

        
// Prepare strategies

        
var
 
normalStrategy
    
=
 
new
 
NormalStrategy
();

        
var
 
happyHourStrategy
 
=
 
new
 
HappyHourStrategy
();

        
var
 
firstCustomer
 
=
 
new
 
Customer
(
normalStrategy
);

        
// Normal billing

        
firstCustomer
.
Add
(
1.0
,
 
1
);

        
// Start Happy Hour

        
firstCustomer
.
Strategy
 
=
 
happyHourStrategy
;

        
firstCustomer
.
Add
(
1.0
,
 
2
);

        
// New Customer

        
Customer
 
secondCustomer
 
=
 
new
 
Customer
(
happyHourStrategy
);

        
secondCustomer
.
Add
(
0.8
,
 
1
);

        
// The Customer pays

        
firstCustomer
.
PrintBill
();

        
// End Happy Hour

        
secondCustomer
.
Strategy
 
=
 
normalStrategy
;

        
secondCustomer
.
Add
(
1.3
,
 
2
);

        
secondCustomer
.
Add
(
2.5
,
 
1
);

        
secondCustomer
.
PrintBill
();

    
}

}

class
 
Customer

{

    
private
 
IList
<
double
>
 
drinks
;

    
// Get/Set Strategy

    
public
 
IBillingStrategy
 
Strategy
 
{
 
get
;
 
set
;
 
}

    
public
 
Customer
(
IBillingStrategy
 
strategy
)

    
{

        
this
.
drinks
 
=
 
new
 
List
<
double
>
();

        
this
.
Strategy
 
=
 
strategy
;

    
}

    
public
 
void
 
Add
(
double
 
price
,
 
int
 
quantity
)

    
{

        
this
.
drinks
.
Add
(
this
.
Strategy
.
GetActPrice
(
price
 
*
 
quantity
));

    
}

    
// Payment of bill

    
public
 
void
 
PrintBill
()

    
{

        
double
 
sum
 
=
 
0
;

        
foreach
 
(
var
 
drinkCost
 
in
 
this
.
drinks
)

        
{

            
sum
 
+=
 
drinkCost
;

        
}

        
Console
.
WriteLine
(
$"Total due: {sum}."
);

        
this
.
drinks
.
Clear
();

    
}

}

interface
 
IBillingStrategy

{

    
double
 
GetActPrice
(
double
 
rawPrice
);

}

// Normal billing strategy (unchanged price)

class
 
NormalStrategy
 
:
 
IBillingStrategy

{

    
public
 
double
 
GetActPrice
(
double
 
rawPrice
)
 
=>
 
rawPrice
;

}

// Strategy for Happy hour (50% discount)

class
 
HappyHourStrategy
 
:
 
IBillingStrategy

{

    
public
 
double
 
GetActPrice
(
double
 
rawPrice
)
 
=>
 
rawPrice
 
*
 
0.5
;

}

```

### جافا Java

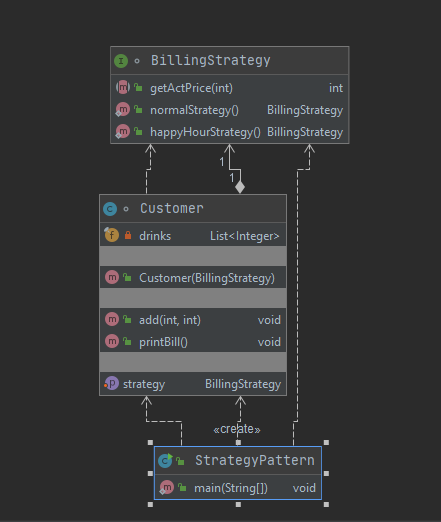
مخطط الصنف UML للمثال

مثال بلغة برمجة جافا Java
```
import
 
java.util.ArrayList
;

interface
 
BillingStrategy
 
{

    
// Use a price in cents to avoid floating point round-off error

    
int
 
getActPrice
(
int
 
rawPrice
);

  

    
// Normal billing strategy (unchanged price)

    
static
 
BillingStrategy
 
normalStrategy
()
 
{

        
return
 
rawPrice
 
->
 
rawPrice
;

    
}

  

    
// Strategy for Happy hour (50% discount)

    
static
 
BillingStrategy
 
happyHourStrategy
()
 
{

        
return
 
rawPrice
 
->
 
rawPrice
 
/
 
2
;

    
}

}

class
 
Customer
 
{

    
private
 
final
 
List
<
Integer
>
 
drinks
 
=
 
new
 
ArrayList
<>
();

    
private
 
BillingStrategy
 
strategy
;

    
public
 
Customer
(
BillingStrategy
 
strategy
)
 
{

        
this
.
strategy
 
=
 
strategy
;

    
}

    
public
 
void
 
add
(
int
 
price
,
 
int
 
quantity
)
 
{

        
this
.
drinks
.
add
(
this
.
strategy
.
getActPrice
(
price
*
quantity
));

    
}

    
// Payment of bill

    
public
 
void
 
printBill
()
 
{

        
int
 
sum
 
=
 
this
.
drinks
.
stream
().
mapToInt
(
v
 
->
 
v
).
sum
();

        
System
.
out
.
println
(
"Total due: "
 
+
 
sum
);

        
this
.
drinks
.
clear
();

    
}

    
// Set Strategy

    
public
 
void
 
setStrategy
(
BillingStrategy
 
strategy
)
 
{

        
this
.
strategy
 
=
 
strategy
;

    
}

}

public
 
class
 
StrategyPattern
 
{

    
public
 
static
 
void
 
main
(
String
[]
 
arguments
)
 
{

        
// Prepare strategies

        
BillingStrategy
 
normalStrategy
    
=
 
BillingStrategy
.
normalStrategy
();

        
BillingStrategy
 
happyHourStrategy
 
=
 
BillingStrategy
.
happyHourStrategy
();

        
Customer
 
firstCustomer
 
=
 
new
 
Customer
(
normalStrategy
);

        
// Normal billing

        
firstCustomer
.
add
(
100
,
 
1
);

        
// Start Happy Hour

        
firstCustomer
.
setStrategy
(
happyHourStrategy
);

        
firstCustomer
.
add
(
100
,
 
2
);

        
// New Customer

        
Customer
 
secondCustomer
 
=
 
new
 
Customer
(
happyHourStrategy
);

        
secondCustomer
.
add
(
80
,
 
1
);

        
// The Customer pays

        
firstCustomer
.
printBill
();

        
// End Happy Hour

        
secondCustomer
.
setStrategy
(
normalStrategy
);

        
secondCustomer
.
add
(
130
,
 
2
);

        
secondCustomer
.
add
(
250
,
 
1
);

        
secondCustomer
.
printBill
();

    
}

}

```

## إستراتيجية ومبدأ مفتوح/مغلق
إستراتيجية ومبدأ مفتوح مغلق (بالإنجليزية: Strategy and open/closed principle) وفقًا لنمط الإستراتيجية، لا ينبغي أن تُتوارث (بالإنجليزية: inherited) سلوكيات الصنف (بالإنجليزية: the behaviors of a class) . بدلاً من ذلك، يجب تغليفها (بالإنجليزية: encapsulated) باستخدام الواجهات (بالإنجليزية: interfaces) . هذا متوافق مع مبدأ مفتوح / مغلق (بالإنجليزية: OCP)، الذي يقترح أن الأصناف (بالإنجليزية: classes) يجب أن تكون مفتوحة للتمديد (بالإنجليزية: open for extension) ولكن مغلقة للتعديل (بالإنجليزية: closed for modification).
كمثال، ضع في اعتبارك صنف السيارة(بالإنجليزية: car class). وظيفتان محتملتان للسيارة (بالإنجليزية: functionalities) هما الفرملة (بالإنجليزية: brake) والتسارع (بالإنجليزية: accelerate). نظرًا لأن سلوكيات التسارع (بالإنجليزية: accelerate) والفرملة (بالإنجليزية: brake) تتغير بشكل متكرر (بالإنجليزية: frequently) بين النماذج (بالإنجليزية: models)، فإن النهج المشترك (بالإنجليزية: common approach) هو تنفيذ (بالإنجليزية: implement) هذه السلوكيات (بالإنجليزية: behaviors) في الأصنف الفرعية (بالإنجليزية: subclasses). هذا النهج (بالإنجليزية: approach) له عيوب كبيرة (بالإنجليزية: significant drawbacks): يجب الإعلان (بالإنجليزية: declared) عن سلوكيات التسارع (بالإنجليزية: accelerate)والفرامل (بالإنجليزية: brake) في كل طراز سيارة جديد (بالإنجليزية: new Car model). يزداد عمل إدارة (بالإنجليزية: work of managing) هذه السلوكيات (بالإنجليزية: behaviors) بشكل كبير مع زيادة عدد النماذج (بالإنجليزية: as the number of models increases) ، ويتطلب تكرار الكود (بالإنجليزية: duplicated)عبر النماذج (بالإنجليزية: models). بالإضافة إلى ذلك، ليس من السهل تحديد الطبيعة الدقيقة (بالإنجليزية: exact nature) للسلوك (بالإنجليزية: behavior) لكل نموذج (بالإنجليزية: model) دون التحقق من الكود في كل نموذج.

يستخدم نمط الاستراتيجية (بالإنجليزية: strategy pattern) التركيب بدلاً من الوراثة (ب[composition over inheritance] خطأ: {{اللغة-؟؟}}: رومنة لخط لاتيني (مساعدة)). في نمط الاستراتيجية، يتم تعريف السلوكيات (بالإنجليزية: behaviors are defined) على أنها واجهات منفصلة (بالإنجليزية: interfaces) وأصناف محددة (بالإنجليزية: specific classes) تنفذ (بالإنجليزية: implement)هذه الواجهات (بالإنجليزية: interfaces). هذا يسمح بفصل (بالإنجليزية: better decoupling) أفضل بين السلوك (بالإنجليزية: behavior) والصنف (بالإنجليزية: class) الذي يستخدم السلوك. يمكن تغيير السلوك (بالإنجليزية: behavior) دون كسر الاصناف (بالإنجليزية: breaking the classes) التي تستخدمه، ويمكن للأصناف (بالإنجليزية: classes) التبديل بين السلوكيات (بالإنجليزية: switch between behaviors) عن طريق تغيير التنفيذ المحدد (بالإنجليزية: by changing the specific implementation) المستخدم دون الحاجة إلى أي تغييرات كبيرة في الكود (بالإنجليزية: Code). يمكن أيضًا تغيير السلوكيات (بالإنجليزية: Behaviors) في وقت التشغيل (بالإنجليزية: run-time) وكذلك في وقت التصميم (بالإنجليزية: design-time). على سبيل المثال، يمكن تغيير سلوك فرامل كائن السيارة (بالإنجليزية: car object's brake behavior) من دالة الفرملة مع ABS (بالإنجليزية: ()BrakeWithABS) إلى دالة الفرملة (بالإنجليزية: ()Brake) عن طريق تغيير عضو سلوك الفرامل brakeBehavior (بالإنجليزية: by changing the brakeBehavior member) إلى:
```
brakeBehavior
 
=
 
new
 
Brake
();

```

### مثال بلغة جافا Java
```
/* Encapsulated family of Algorithms

 * Interface and its implementations

 */

public
 
interface
 
IBrakeBehavior
 
{

    
public
 
void
 
brake
();

}

public
 
class
 
BrakeWithABS
 
implements
 
IBrakeBehavior
 
{

    
public
 
void
 
brake
()
 
{

        
System
.
out
.
println
(
"Brake with ABS applied"
);

    
}

}

public
 
class
 
Brake
 
implements
 
IBrakeBehavior
 
{

    
public
 
void
 
brake
()
 
{

        
System
.
out
.
println
(
"Simple Brake applied"
);

    
}

}

/* Client that can use the algorithms above interchangeably */

public
 
abstract
 
class
 
Car
 
{

    
private
 
IBrakeBehavior
 
brakeBehavior
;

    
public
 
Car
(
IBrakeBehavior
 
brakeBehavior
)
 
{

      
this
.
brakeBehavior
 
=
 
brakeBehavior
;

    
}

    
public
 
void
 
applyBrake
()
 
{

        
brakeBehavior
.
brake
();

    
}

    
public
 
void
 
setBrakeBehavior
(
IBrakeBehavior
 
brakeType
)
 
{

        
this
.
brakeBehavior
 
=
 
brakeType
;

    
}

}

/* Client 1 uses one algorithm (Brake) in the constructor */

public
 
class
 
Sedan
 
extends
 
Car
 
{

    
public
 
Sedan
()
 
{

        
super
(
new
 
Brake
());

    
}

}

/* Client 2 uses another algorithm (BrakeWithABS) in the constructor */

public
 
class
 
SUV
 
extends
 
Car
 
{

    
public
 
SUV
()
 
{

        
super
(
new
 
BrakeWithABS
());

    
}

}

/* Using the Car example */

public
 
class
 
CarExample
 
{

    
public
 
static
 
void
 
main
(
final
 
String
[]
 
arguments
)
 
{

        
Car
 
sedanCar
 
=
 
new
 
Sedan
();

        
sedanCar
.
applyBrake
();
  
// This will invoke class "Brake"

        
Car
 
suvCar
 
=
 
new
 
SUV
();

        
suvCar
.
applyBrake
();
    
// This will invoke class "BrakeWithABS"

        
// set brake behavior dynamically

        
suvCar
.
setBrakeBehavior
(
 
new
 
Brake
()
 
);

        
suvCar
.
applyBrake
();
    
// This will invoke class "Brake"

    
}

}

```